# Dieudonné Madrapile Tanzi
Dieudonné Madrapile Tanzi (* 18. August 1958 in Faradje) ist ein kongolesischer Geistlicher und ernannter römisch-katholischer Bischof von Isiro-Niangara.

## Leben
Dieudonné Madrapile Tanzi besuchte die Grundschule in Niangara sowie die weiterführende Schule am Institut Kiwanuka und später das Kleine Seminar in Rungu. Anschließend studierte er Philosophie am Priesterseminar in Kisangani sowie Katholische Theologie an den Priesterseminaren in Falaki und in Bunia. Am 25. August 1985 empfing er das Sakrament der Priesterweihe für das Bistum Isiro-Niangara.
Nach der Priesterweihe unterrichtete Madrapile Tanzi zunächst am Kleinen Seminar in Rungu, bevor er 1986 Dozent und Spiritual am interdiözesanen Priesterseminar Saint Augustin in Kisangani wurde. Von 1996 bis 2001 fungierte er als Generalvikar und von 2001 bis 2003 als Diözesanadministrator des vakanten Bistums Isiro-Niangara. Anschließend war er Rektor des nationalen Marienheiligtums Beata Anuarite. 2006 wurde Madrapile Tanzi für weiterführende Studien nach Rom entsandt, wo er 2013 an der Päpstlichen Universität Urbaniana mit der Arbeit L’Église-famille de Dieu et la nouvelle évangélisation des tribus et des ethnies: un défi pour les Églises en Afrique sub-saharienne et au Congo-Kinshasa („Die Kirche als Familie Gottes und die Neuevangelisierung von Stämmen und Ethnien: Eine Herausforderung für die Kirchen in Subsahara-Afrika und in Kongo-Kinshasa“) zum Doktor der Theologie im Fach Missionswissenschaft promoviert wurde. Neben seinem Promotionsstudium wirkte er als Kaplan der Töchter der hl. Maria der göttlichen Vorsehung in Rom. Ab 2012 lehrte er Pastoraltheologie an der Päpstlichen Universität Urbaniana.
Am 2. April 2016 ernannte ihn Papst Franziskus zum Bischof von Isangi. Die Bischofsweihe spendete ihm der Erzbischof von Kisangani, Marcel Utembi Tapa, am 10. Juli desselben Jahres in der Kathedrale Marie Médiatrice in Isangi. Mitkonsekratoren waren der Bischof von Isiro-Niangara, Julien Andavo Mbia, und der Bischof von Doruma-Dungu, Richard Domba Mady. Sein Wahlspruch Deus autem caritatem („Gott aber gießt seine Liebe in unseren Herzen aus“) stammt aus Röm 5,5 . Zudem wurde Madrapile Tanzi am 12. Juli 2024 Apostolischer Administrator des Bistums Isiro-Niangara.
Papst Franziskus bestellte ihn am 23. September 2024 zum Bischof von Isiro-Niangara.